# Per-Erik Willö
Per-Erik Willö, född 7 april 1921 i Husie i Malmöhus län, död 2 juni 2017 i Hässelby, var en svensk målare och skulptör.

## Biografi

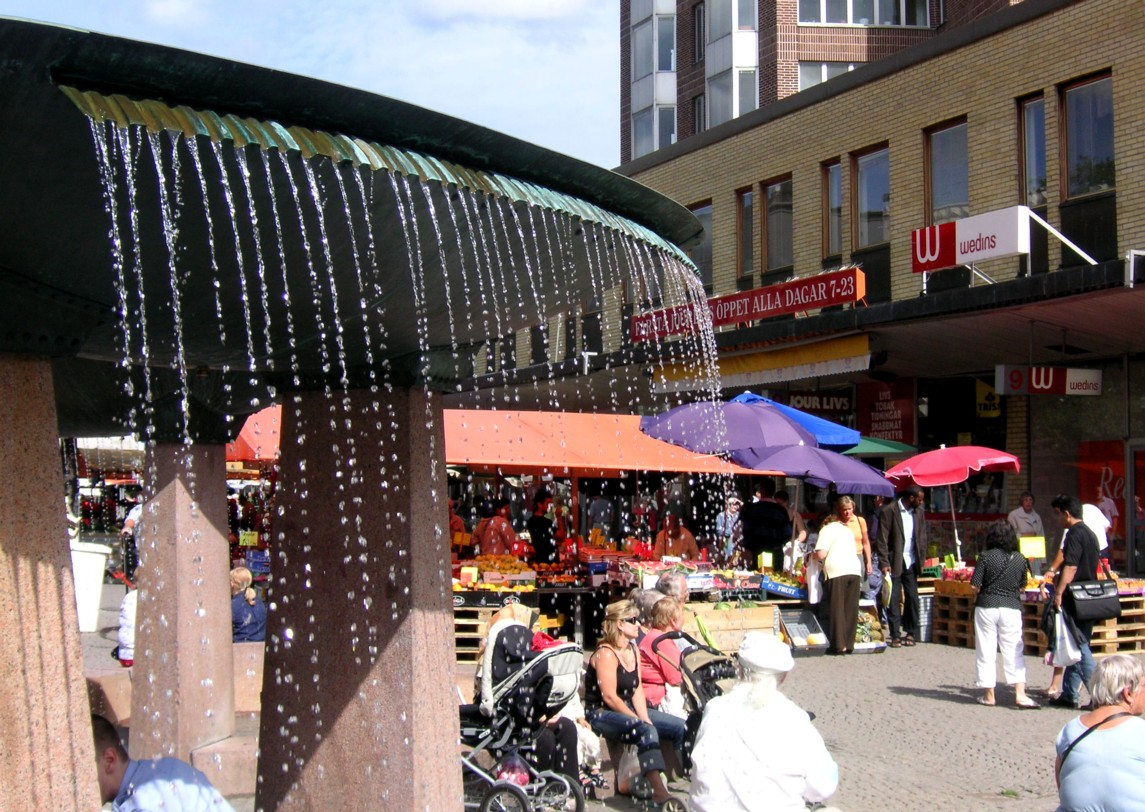
Farstafontänen på Farsta torg i Stockholm.

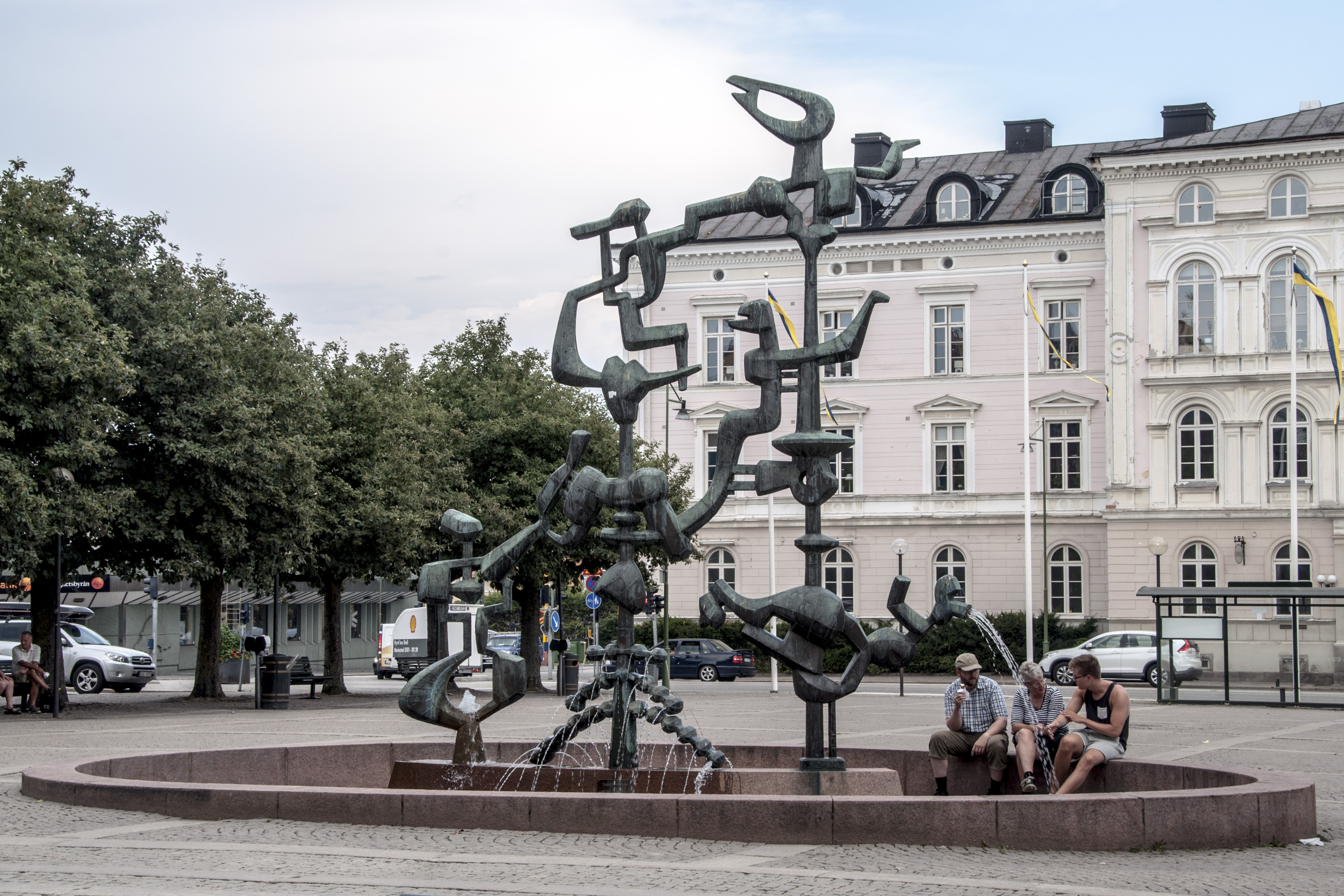
Vänerskutan på Stora Torget i Mariestad.

Han var son till expressbudet Johan Andersson och Hilma Åberg och från 1955 gift med Eivor Olsson. Han började redan 1933 och göra trägubbar i slöjden och fick som 14-åring arbete hos en träbildhuggare i Malmö där han efter sex års lära och studier via kvällskurser i yrkesskolan Malmö kunde avlägga gesällexamen som träbildhuggare 1943. Han fortsatte sin utbildningen vid Skulpturskolan i Lund 1944–1945 för att sedan fortsätta på Konstfackskolan 1945–1949 samt vidare på Kungliga konsthögskolan 1949–1954 och under ett flertal studieresor till Italien och Frankrike. Han tilldelades Stora konstlotteriets stipendium 1956–1956. Från 1950 börjar Per-Erik jobba med fria former på Konstakademin. Per-Erik har fortsatt arbeta trots hög ålder och så sent som 2016, 95 år gammal jobbade han vidare med det han kallar Husiestilen 2000 där nya mönster och former projiceras fram enligt en egenutvecklad metod. Han medverkade i en internationell utställning för akademielever i Milano 1954 och medverkade i Sveriges allmänna konstförenings vårsalonger i Stockholm samt Skånes konstförenings utställning i Malmö. Han var representerad i utställningen Skulpturer i miljö som visades i Eskilstuna 1959 och i utställningen Tolv målare, tolv skulptörer i Malmö. Hans konst består av dekorativa skulpturelement för byggnader, fasadplattor av gjutjärn, murreliefer, smidesgaller, fontäner samt nonfigurativa och halvabstrakta kompositioner. Per-Erik Willö finns representerad vid bland annat Nationalmuseum, Malmö museum och med ett smidesgaller vid Moderna museet i Stockholm.

## Offentliga verk i urval
- Baldakinutsmyckning till predikstol, 1949, Ängelholm
- Reliefer på predikstol, 1960, Södra Sallerups kyrka, Malmö
- Skulptur i smidesjärn, 1960, utanför entrén till S:t Tomas kyrka i Vällingby
- Predikstol i glaserad keramik, tillverkad vid Gustafsbergs fabriker 1960, Västerås domkyrka
- Värnamo lilja, fontän, koppar, 1961, utanför Stadshotellet vid Centralplan i Värnamo
- Träornamentik på kyrkportarna till Hofors kyrka, 1962
- Betongträdet, väggmonterad skulptur på gaveln till fastigheten Skinnarviksberget 2 i Stockholm, Ludvigsbergsgatan 31-33, 1963, samt keramisk utsmyckning i entrén
- Jazz i järn, 1963, Allmänna Brands kontorshus på Birger Jarlsgatan i Stockholm
- Fasadreliefer i betong, 1963-65, Bännkyrkogatan 62-87 i Stockholm
- Fasadrelief i betong, 1962-64 Vällingbyplan 26 i Vällingby i Stockholm
- Vänerskutan, fontän i kopparplåt och vångagranit, 1966, Nya torget i Mariestad
- Vattenblomma, fontän i koppar, Skellefteå
- Våta stenen, fontän, 1960, Brantingstorg, Sala backe i Uppsala
- Så¨minns jag Husie, glasfiberarmerad plast, 1970-tal, Malmö
- Väggmonterad skulptur på fasaden till före detta Landstingets centrala kanslihus, Slottsparken i Västerås
- Flora II, granit och bemålat stål, 1999, Lilla torget, Hässelby gård i Stockholm
- Farstafontänen, fyra fontäner i kopparplåt, 1960, Farsta torg i Stockholm
- Livsträdet, 1985, Västra Skrävlinge kyrkogård, minneslunden, Malmö
- Skåneland, fontän i rostfritt stål, 1990, bussterminalen i Trelleborg
- Lusthus med skulpturgrupper, 2008, Borgvalla i Vallåkra
- Koppargaller vid Rosenbads garageinfart, Fredsgatan i Stockholm
- Kopparport med sigill ur Birger jarls brev vid Stadsarkivet, Kungsklippan, Stockholm

## Fotogalleri

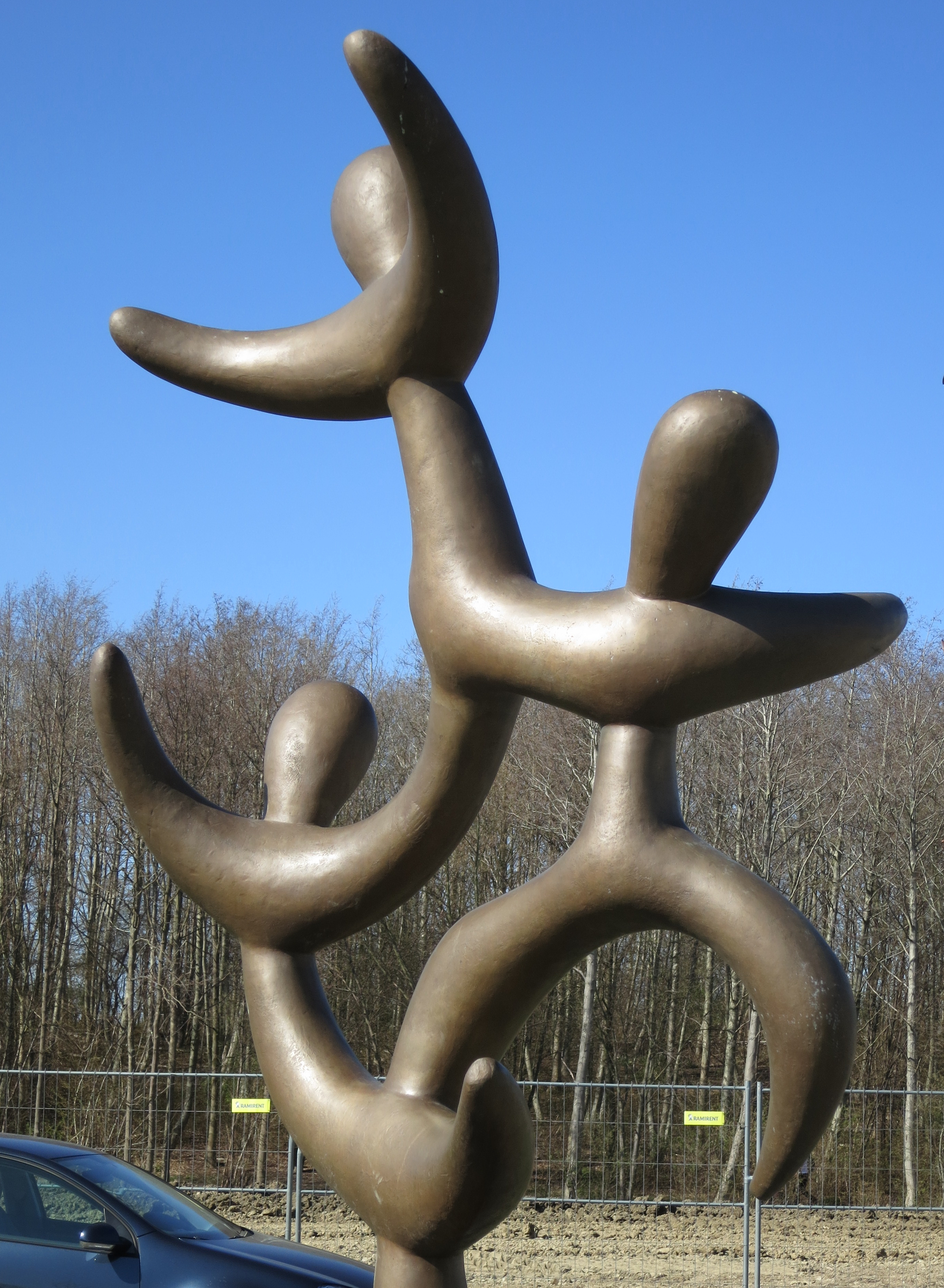
Husie Spira i Malmö.
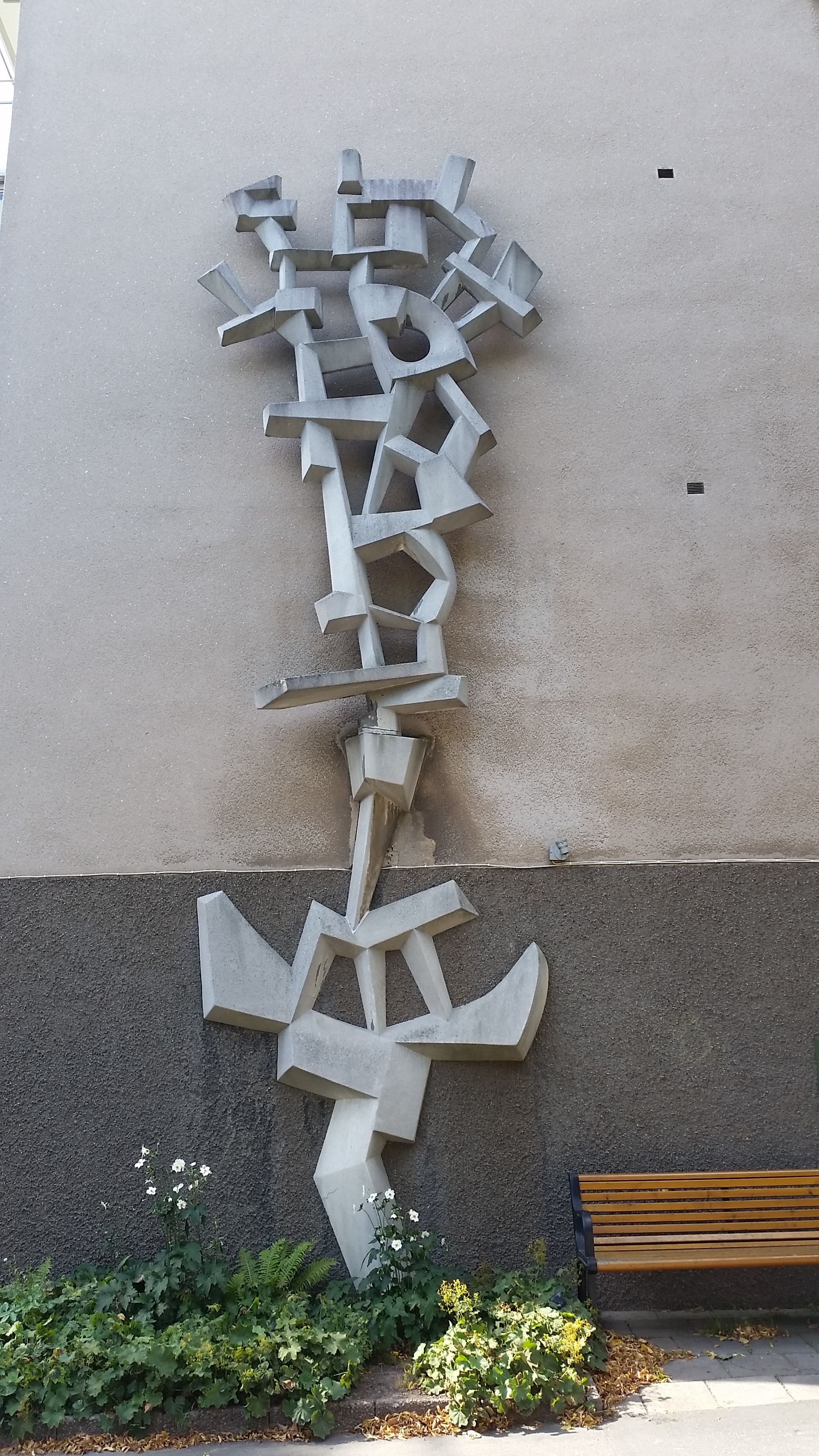
Betongträdet, Södermalm
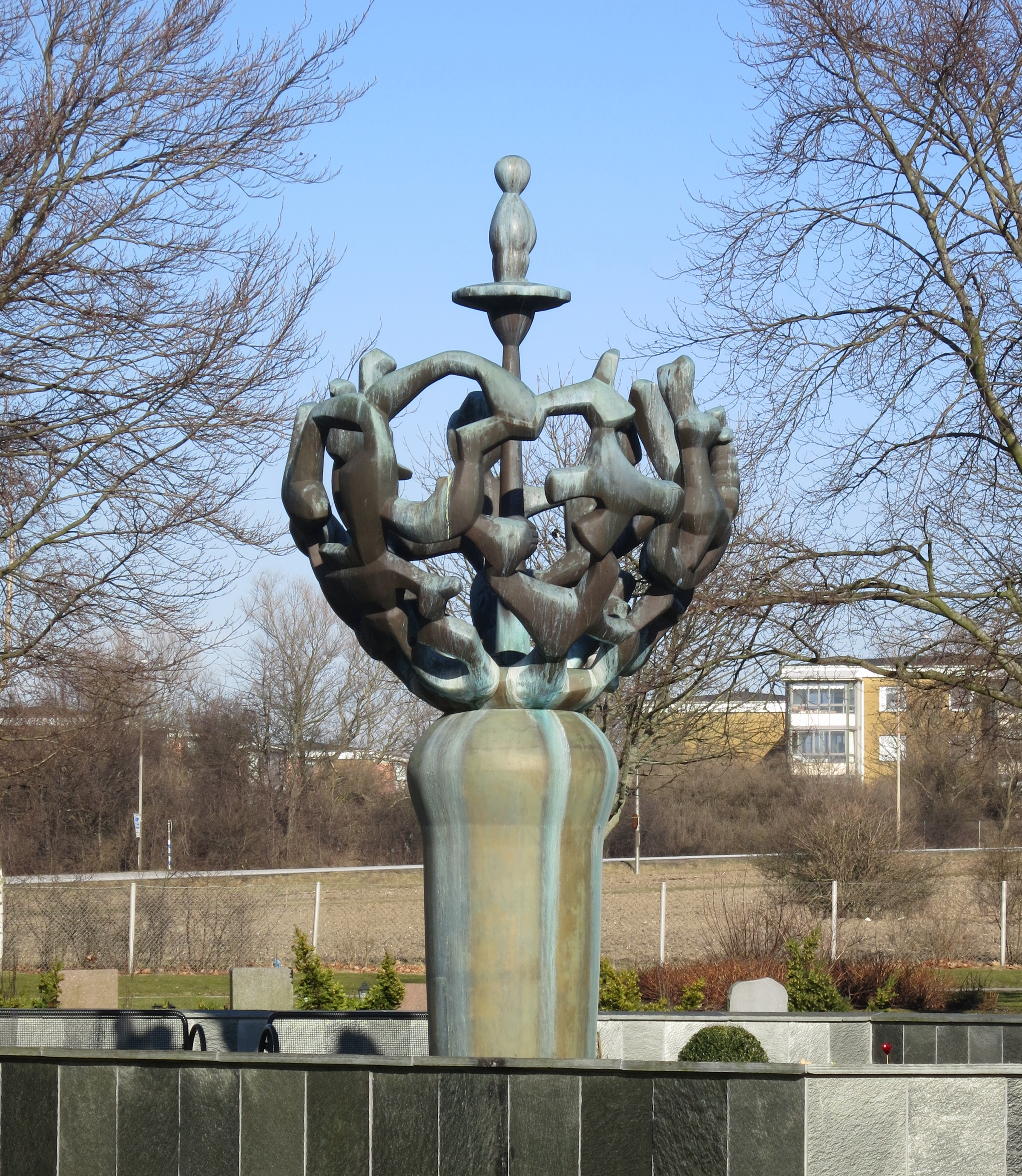
Livsträdet, Västra Skrävlinge kyrkogård
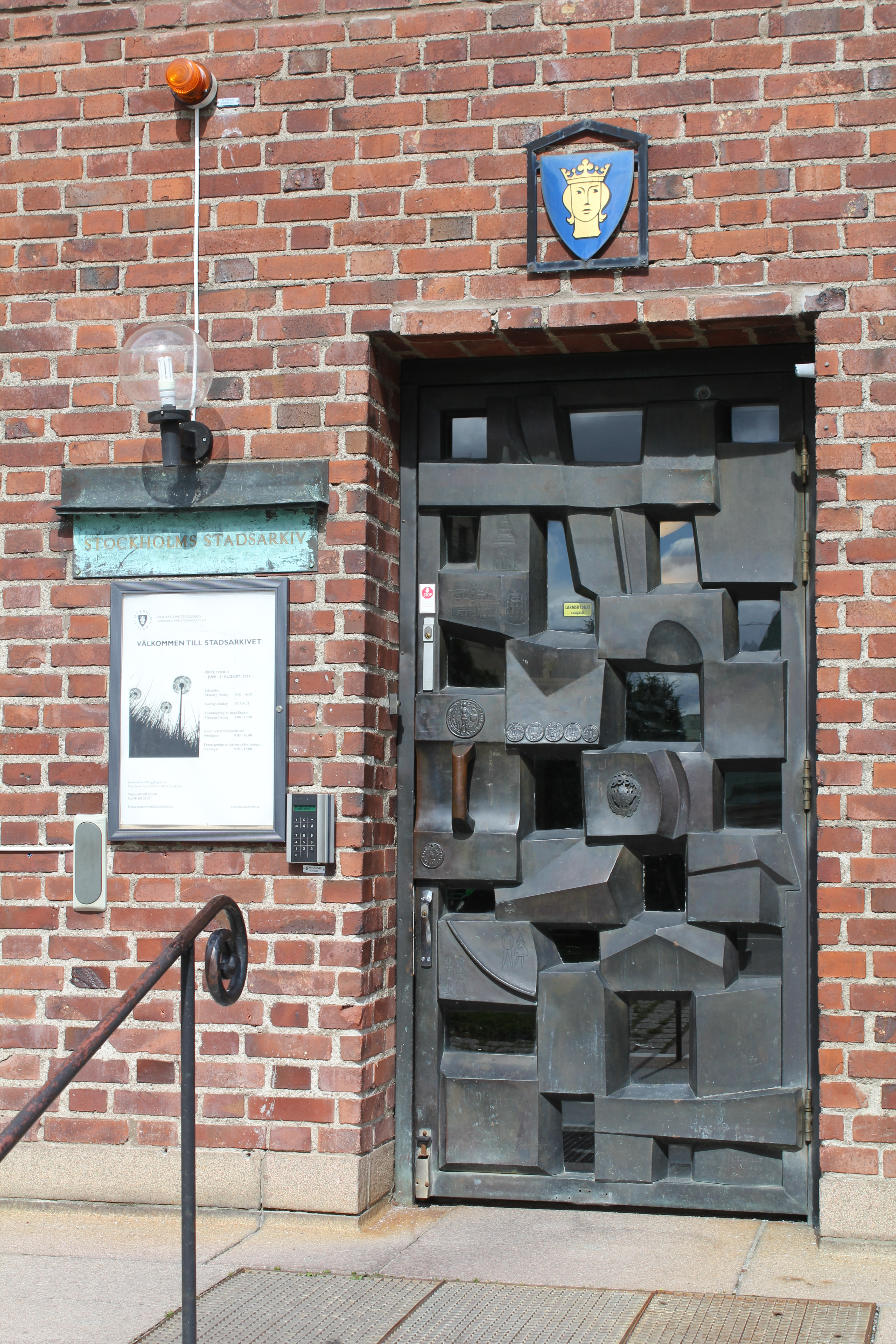
Kopparport med sigill, Stadsarkivet